# Aigueblanche
Aigueblanche ist eine Commune déléguée in der französischen Gemeinde Grand-Aigueblanche mit 3197 Einwohnern (Stand 1. Januar 2022) im Département Savoie in der Region Auvergne-Rhône-Alpes.

## Geographie

### Lage
Aigueblanche liegt auf 472 m, etwa 46 km östlich der Präfektur Chambéry, 83 km südsüdöstlich der Stadt Genf und 70 km ostnordöstlich der Stadt Grenoble (Luftlinie). Das Dorf liegt am Ufer der Isère in der historischen Provinz Tarentaise. Nachbargemeinden von Aigueblanche waren La Léchère im Norden, Hautecour im Osten, Moûtiers und Le Bois im Süden sowie Les Avanchers-Valmorel und Saint-Oyen im Westen.

### Topographie
Die Fläche des 19,67 km² großen Gebiets der Commune déléguée umfasst einen Abschnitt des Isère-Tals zwischen Moûtiers und Albertville und erstreckt sich unterhalb des Ortskerns auf beide Talflanken. Der Fluss durchquert die Commune déléguée in nordwestlicher Richtung. Flussaufwärts bildet die Isère dagegen die Grenze der Commune déléguée zwischen Aigueblanche und Le Bois. Hier ist das Tal auf einer Länge von etwa einem Kilometer zu einer Schlucht eingeschnürt, den Gorges du Ponserand. Am Boden der Schlucht befindet sich der Stausee Barrage des Échelles d’Hannibal. Im Nordosten ragt das Gebiet der Commune déléguée keilförmig in das Beaufortain-Massiv hinein und erreicht wenige Meter unterhalb des 2297 m hohen Quermoz seine höchste Erhebung. Mehrere Gebirgsbäche entwässern die Talflanken zur Isère hin, der bedeutendste unter ihnen ist der Morel aus dem Seitental von Les Avanchers-Valmorel.

### Gliederung der Commune déléguée
Zur Commune déléguée Aigueblanche gehören neben dem eigentlichen Ortskern auch
- die Weilersiedlungen Navette (um 1050 m), Villargerel (um 800 m), Villoudry (um 720 m), Grand Cœur (540 m) und Villabéringer (um 610 m) an verschiedenen Stellen in der Nordflanke oberhalb der Isère,
- die Ortsteile L’Étrat, La Grande Prairie, Saint-Laurent, Bellecombe-en-Tarentaise und Le Plan-du-Truy (alle um 470 m) im Talboden an beiden Ufern der Isère, sowie
- Les Emptes (700 m), Weiler in der Südflanke unweit vom Nachbardorf Le Bois.

## Geschichte
Die Tarentaise war schon vor der Römerzeit vom keltischen Volk der Ceutronen besiedelt. Im Hochmittelalter wurde Aigueblanche im 11. Jahrhundert als aqua alba erstmals urkundlich erwähnt. Ab 1184 ist der Name Aqueblanche bzw. Aquablanca im Zusammenhang mit einem Kirchbau überliefert. Der Name bezieht sich auf die helle Farbe der örtlichen Gebirgsflüsse. Zu der Zeit bestand in Aigueblanche eine kleine Herrschaft mit festem Haus, die 1680 zum Marquisat erhoben wurde. Zum 9. Februar 1971 wurden die ehemals eigenständigen Gemeinden Bellecombe-en-Tarentaise, Grand-Cœur und Villargerel Teil von Aigueblanche. Im darauffolgenden Jahr schloss sich auch die Nachbargemeinde Les Avanchers-Valmorel mit Aigueblanche zusammen, diese Eingemeindung wurde jedoch Ende 1987 rückgängig gemacht.
Die Geschichte der 1971 eingemeindeten Dörfer reicht ebenfalls bis in das Hochmittelalter zurück. Von allen dreien ist im 12. Jahrhundert ein Kirchbau dokumentiert (Ecclesia de Bellacomba 1184, Ecclesia de Cors 1170, Ecclesia de Villargerardi 1170). Der Name „Bellecombe“ bedeutet schönes Tal, „Cors“ geht auf cortis oder curtis zurück, während „Villargerel“ das Gut eines Gérard oder Girard bezeichnet.
Die Gemeinde Aigueblanche wurde am 1. Januar 2019 mit Le Bois und Saint-Oyen zur Commune nouvelle Grand-Aigueblanche zusammengeschlossen. Sie hat seither des Status einer Commune déléguée. Sie gehörte zum Kanton Moûtiers im Arrondissement Albertville und war Sitz des Gemeindeverbands Vallées d’Aigueblanche.

## Sehenswürdigkeiten

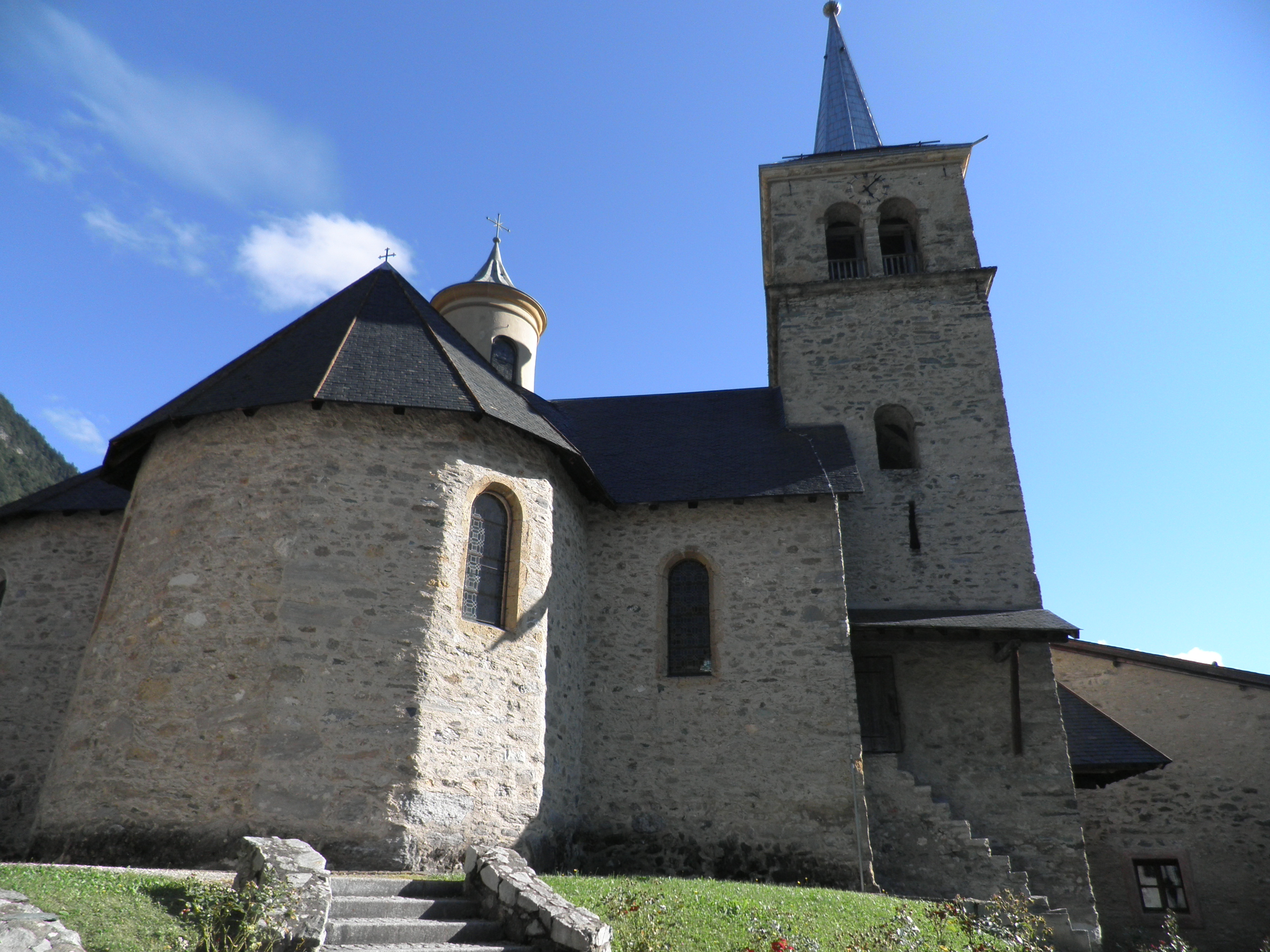
Saint-Martin in Villargerel

Die bedeutendste Sehenswürdigkeit in Aigueblanche ist die barocke Kirche Saint-Martin von Villargerel aus der Zeit von 1682 bis 1685. Sie ist als monument historique klassifiziert und besitzt als einzige Kirche der Tarentaise einen als Vierpass geformten Grundriss. Über der Vierung erhebt sich eine von innen reich verzierte Kuppel mit einer kleinen Laterne. Der Hauptaltar stammt aus dem Jahr 1707.
Im mittelalterlichen Zentrum von Aigueblanche steht die Kirche Saint-Jean-Baptiste, deren Chor auf das 15. Jahrhundert zurückgeht. Der heutige Bau wurde 1728 fertiggestellt und im 19. Jahrhundert noch einmal erweitert. Mit der Umstrukturierung der Pfarreien im Zeitraum von 2002 bis 2010 übernahm Sacré-Cœur in La Léchère die Rolle der Pfarrkirche der Pfarrei Aigueblanche. Weitere ehemaligen Pfarrkirchen stehen in Bellecombe und Grand-Cœur.
Von der mittelalterlichen Befestigung sind noch ein Teil der Mauer mit Pforte und die Burg (oder festes Haus) erhalten. Letztere besteht aus einem viereckigen Hauptturm und einem Wohnanbau, aus dem ein halbrunder Turm hervorsteht, der eine Wendeltreppe einfasst. Eine Wassermühle aus dem 18. Jahrhundert zur Herstellung von Walnussöl ist heute im Besitz der Gemeinde und wurde 2012 von Grund auf restauriert.
Auf den 2297 m hohen Quermoz führt ein Wanderweg, der in Grand Cœur beginnt.

## Bevölkerung
| Bevölkerungsentwicklung | Bevölkerungsentwicklung |
| Jahr                    | Einwohner               |
| ----------------------- | ----------------------- |
| 1962                    | 0771                    |
| 1968                    | 0973                    |
| 1975                    | 3.121                   |
| 1982                    | 3.093                   |
| 1990                    | 2.665                   |
| 1999                    | 2.664                   |
| 2006                    | 2.926                   |
| 2011                    | 3.106                   |

Mit 3195 Einwohnern (Stand 1. Januar 2016) gehörte Aigueblanche zu den mittelgroßen Gemeinden des Département Savoie. Nachdem die Einwohnerzahl für eine lange Zeit konstant bei etwa 450 Einwohnern gelegen war, wurde seit dem zweiten Viertel des 20. Jahrhunderts eine Bevölkerungszunahme verzeichnet. Die Sprünge in den 1970er und 80er Jahren spiegeln die Eingemeindungen wider. Die Ortsbewohner von Aigueblanche heißen „Aigueblancherain(e)s“.

## Wirtschaft und Infrastruktur
Aigueblanche war bis weit ins 20. Jahrhundert hinein ein vorwiegend durch die Landwirtschaft und Alpwirtschaft geprägtes Dorf. Seit Mitte jenes Jahrhunderts entwickelt sich der Ort neben Moûtiers zu einem lokalen Zentrum der unteren Tarentaise und beherbergt heute verschiedene mittelständische Betriebe und Betriebe des lokalen Kleingewerbes. Mittlerweile hat sich das Dorf auch zu einer Wohngemeinde entwickelt, deren Erwerbstätige in der Umgebung arbeiten. Trotz der Nähe zu den großen Skigebieten der Tarentaise erreicht der Tourismus in Aigueblanche mit nur einem kleinen Hotel keine wirtschaftliche Bedeutung.
Die Ortschaft liegt direkt an der Hauptverkehrsader der Tarentaise, der zweispurig ausgebauten Nationalstraße N90 mit Zufahrt in Aigueblanche. Diese geht talabwärts bei Albertville in die Autobahn A430 über. Parallel dazu durchquert die Bahnstrecke Saint-Pierre-d’Albigny–Bourg-Saint-Maurice die Gemeinde mit nächstgelegenem Bahnhof in Moûtiers, der über einen 1,5 km langen Tunnel erreicht wird. Von Aigueblanche aus führen Departementsstraßen zu den verschiedenen Weilern und in das Tal des Morel nach Saint-Oyen und Les Avanchers-Valmorel. Drei Straßenbrücken überqueren die Isère, die der N90 am Südrand der Gemeinde sowie jeweils eine beim Ortskern und flussabwärts bei L’Étrat. Als Flughäfen in der Region kommen Chambéry-Savoie (Entfernung 82 km) und Genf (123 km) in Frage.
Zusammen mit Le Bois ist Aigueblanche Zentrum eines Systems unterirdischer Wasserkraftwerke. Der 1954 erbaute Stausee Barrage des Échelles d’Hannibal alimentierte zuerst nur ein Wasserkraftwerk, seit 1974 ist er gleichzeitig das untere Reservoir eines Pumpspeicherkraftwerks. Das Wasserkraftwerk nutzt das Gefälle von ungefähr 200 m zwischen dem Tal der Isère und dem südwestlich gelegenen Tal des Arc in der Maurienne, indem ein Teil der Abflussmenge der Isère durch eine 12 km lange Druckleitung unter dem Grand Arc zu einem unterirdischen Kraftwerk bei Randens abgezweigt wird. Gegenüber von Aigueblanche befindet sich in der Bergflanke der Ponserand-Schlucht die Usine électrique souterraine de Sainte-Hélène de la Coche, die über eine Druckleitung mit 900 m Gefälle an ein Sammelbecken am Südrand von Le Bois angeschlossen ist. Dieses Sammelbecken, der Barrage et retenue de la Coche, wird auch als Pumpspeicher benutzt.

### Bildung
In Aigueblanche befinden sich eine Vorschule (frz.: école maternelle) und drei Grundschulen (frz.: école élémentaire) (davon zwei mit eingegliederten Vorschulklassen).